# 松田卓也
松田 卓也（まつだ たくや、1943年3月12日 - ）は、日本の天文学者、宇宙物理学者。神戸大学名誉教授。理学博士（京都大学・1970年）。大阪府大阪市北区天神橋筋出身。
学部生時代から大学院生時代は天体核物理学研究室の林忠四郎の下で学んだ。
専門は近接連星系における降着円盤の流体数値シミュレーション、気体分子運動論など。また最近では軌道計算で使うMATLABや、流体シミュレーションに使うFEMLABにも関心をもつ。
専門以外では、疑似科学批判を行っており、Japan Skeptics会長。また、ハードSF研究所客員研究員でもある。
プレゼン道の開拓者。
シンギュラリティサロン主催。
シンギュラリティサロンは、シンギュラリティに対する専門家、一般市民の意識改革を促すべく、グランフロント大阪・ナレッジサロンを 会場に2015年より講演や勉強会を重ねてきた。現在のメイン参加者に、塚本昌彦（神戸大学教授）、小林秀章など。

## 略歴
- 1955年 大阪市立小松小学校卒業
- 1958年 大阪市立瑞光中学校卒業
- 1961年 大阪府立北野高等学校卒業
- 1965年 京都大学理学部物理学科卒業
- 1970年 京都大学大学院理学研究科物理学第二専攻博士課程修了、理学博士の学位を取得[2]。
- 1970年 京都大学工学部航空工学科助手（空気力学講座）
- 1973年4月 京都大学工学部航空工学科助教授
- 1992年5月 神戸大学理学部地球科学科教授
- 1993年4月 神戸大学理学部地球惑星科学科教授（惑星科学講座）
- 2006年3月 退官
- 2006年4月 神戸大学名誉教授

## 弟子
松田の弟子に東北大学教授の二間瀬敏史がいる。

## 著書

### 単著
- 『宇宙と星の基礎知識・星の一生についておしえて下さい』（講談社、1983年）
- 『これからの宇宙論 - 宇宙・ブラックホール・知性 -』（講談社<ブルーバックス>、1983年）
- 『人間原理の宇宙論 - 人間は宇宙の中心か -』（培風館、1990年）
- 『正負のユートピア - 人類の未来に関する一考察 -』（岩波書店<21世紀問題群ブックス>、1996年）
- 『2045年問題』（廣済堂新書、2013年）
- 『間違いだらけの物理学』（学研科学選書、2014年）
- 『人類を超えるAIは日本から生まれる』（廣済堂新書、2015年）

### 共著
- 『相対論的宇宙論 - ブラックホール・宇宙・超宇宙 -』（佐藤文隆との共著、講談社<ブルーバックス>、1974年）
- 『進化する星と銀河 - 太陽系誕生からクェーサーまで -』（中沢清との共著、講談社<ブルーバックス>、1977年）
- 高倉達雄監修『現代天文学小事典』（講談社<ブルーバックス>、1983年）
- 『星の世界をたずねる5 - ビッグバンからブラックホールへ -』（岩波書店、1984年）
- 『時間の逆流する世界 - 時間・空間と宇宙の秘密 -』（二間瀬敏史との共著、丸善<FRONTIER SCIENCE SERIES>、1987年）

- 『科学者たちのまじめな宇宙人探し』（石原藤夫・大島泰郎・寿岳潤・滝沢守・平林久・森本雅樹・横尾広光との共著 立風書房 1990年 ISBN 4-651-74508-3）
- 『時間の本質をさぐる - 宇宙論的展開 -』（二間瀬敏史との共著、講談社<講談社現代新書1005>、1990年）
- 『星空はタイムマシン - たくさんのふしぎ傑作選 -』（たむらしげるとの共著、福音館書店、1995年）
- 『C言語の鍛錬 - 解きながら学ぶC言語433問 -』（柴田望洋、赤尾浩との共著、ソフトバンククリエイティブ、1996年）
- 『なっとくする相対性理論』（二間瀬敏史との共著、講談社、1996年）
- 『図解雑学 電磁波』（二間瀬敏史との共著、ナツメ社、1999年）
- 『相対論の正しい間違え方』（木下篤哉との共著 丸善 parity books 2001年 ISBN 978-4-621-04892-4）
- 『新装版 相対論的宇宙論-ブラックホール・宇宙・超宇宙 -』（佐藤文隆との共著、講談社<ブルーバックス>、2003年）

### 編著
- 『現代天文学講座<10>/宇宙とブラックホール』（恒星社厚生閣、1980年）

### 訳書
- P.C.W.ディヴェィス『重力波のなぞ』（岩波書店[岩波現代選書>、1981年）
- P.C.W.ディヴェィス『ブラックホールと宇宙の崩壊』（二間瀬敏史との共訳、岩波書店<岩波現代選書>、1983年）
- クリフォード.M.ウィル『アインシュタインは正しかったか』（二間瀬敏史との共訳、TBSブリタニカ、1989年）
- A.ズィ『アインシュタインのおもちゃ - 重力と宇宙の不思議な旅 -』（二間瀬敏史との共訳、TBSブリタニカ、1992年）
- ジョン.バロウ『宇宙が始まるとき』（草思社<サイエンス・マスターズ<4>> 1996年）
- ウォルター・アイザックソン『アインシュタイン その生涯と宇宙』（武田ランダムハウスジャパン、2011年）

### 監修
- 『人工知能の都市伝説』（宝島社、2016年）